# Terňa
Terňa é um município da Eslováquia, situado no distrito de Prešov, na região de Prešov. Tem 29,41 km² de área e sua população em 2018 foi estimada em 1.293 habitantes.

## Demografia
| Ano:        | 1994 | 2004   | 2014    | 2024   |
| ----------- | ---- | ------ | ------- | ------ |
| Broj ljudi: | 983  | 1075   | 1234    | 1340   |
| Razlika:    |      | +9,35% | +14,79% | +8,58% |

| Ano:               | 2023 | 2024   |
| ------------------ | ---- | ------ |
| Número de pessoas: | 1335 | 1340   |
| Diferença:         |      | +0,37% |